# Ocotea clarkei
Ocotea clarkei là một loài thực vật thuộc họ Lauraceae. Đây là loài đặc hữu của México.